# Sailor Poon: A XXX Interactive Parody
Sailor Poon: A XXX Interactive Parody ist eine Porno-Parodie aus dem Jahr 2012 über die Anime-Fernsehserie Sailor Moon.

## Handlung
Man begleitet Sailor Moon, Sailor Mars und Sailor Mercury bei sexuellen Begegnungen.

### Szenen
- Szene 1. Asa Akira, Rocco Reed
- Szene 2. Heather Starlet, Anthony Rosano
- Szene 3. Lexi Belle, Evan Stone

## Produktion und Veröffentlichung
Produziert wurde Film von Full Spread Entertainment und wird weltweit von LFP Video auf DVD vermarktet und online von Hustler Video. Regie führte und das Drehbuch schrieb Lee Roy Myers.

## Nominierungen
- AVN Awards, 2014
  - Nominee: Best DVD Extras
  - Nominee: Best Makeup

- Sex Awards, 2013
  - Nominee: Adult Parody of the Year